# Osterburken
Osterburken ist eine Stadt im Neckar-Odenwald-Kreis in Baden-Württemberg. Sie gehört zur europäischen Metropolregion Rhein-Neckar. Wegen ihrer Lage am Obergermanisch-Rätischen Limes und der damit zusammenhängenden zahlreichen archäologischen Funde aus römischer Zeit führt sie seit 2022 die offizielle Zusatzbezeichnung Römerstadt. Sie wird vom Fluss Kirnau durchquert.

## Geografie
Die Gemarkung liegt an der Kirnau im Bauland zwischen dem Odenwald und dem Jagsttal in einer Höhe zwischen 240 m bis 392 m ü. NN.

### Stadtgliederung
Zur Stadt Osterburken gehören die ehemaligen Gemeinden Bofsheim, Hemsbach und Schlierstadt. Zu den ehemaligen Gemeinden Bofsheim und Hemsbach gehören jeweils nur die gleichnamigen Dörfer. Zur Stadt Osterburken in den Grenzen von 1970 gehören die Stadt Osterburken, der Ort Siedlung „Neue Heimat“ und das Gehöft Marienhöhe (vorm. Haide). Zur ehemaligen Gemeinde Schlierstadt gehören das Dorf Schlierstadt und das Gehöft Seligental (Selgental).

Im Gebiet der ehemaligen Gemeinde Hemsbach liegt die nicht mit Sicherheit lokalisierte Wüstung Vustenhemsbach, in der Stadt Osterburken im Gebietsstand von 1970 liegen die Wüstungen Gieß und Hügelsdorf oder Huchelsdorf und im Gebiet der ehemaligen Gemeinde Schlierstadt liegt die Wüstung Heristatt.

## Geschichte

### Bis zum 19. Jahrhundert
Erste archäologische Nachweise einer Besiedlung im Raum der heutigen Stadt stammen aus der Jungsteinzeit um 4000 v. Chr. Die Römer richteten um 160 n. Chr. ein Kastell am äußeren obergermanischen Limes ein. Nach dem „Limesfall“ um 260 n. Chr. wird von einer kontinuierlichen Besiedlung durch die Alemannen ausgegangen. Die älteste erhaltene schriftliche Erwähnung von Osterburken als „Burchaim“ im Gau Wingarteiba findet sich in der Bestätigung aus dem Jahr 822 für eine Schenkungsurkunde mit der rund 80 Jahre zuvor eine Martinsbasilika durch Karlmann an das Bistum Würzburg gegeben worden war. Der von dem Geograph von Ravenna genannte Name Augusta Nova einer Civitas wurde für Osterburken vermutet, ist aber nicht gesichert.
Während der Zeit der Stammesherzogtümer lag der Ort im Herzogtum Franken.
Zisterzienserinnen gründeten 1236 das Kloster Seligental. Nach dem Tod des letzten Grafen der Linie Rieneck-Rothenfels 1333 erbte dessen Neffe, Ulrich II. von Hanau, unter anderem „Burgheim“ (Osterburken). Kaiser Karl IV. bewilligte am 9. Januar 1356 – am gleichen Tag, an dem auch die Goldene Bulle bestätigt wurde – auf dem Reichstag zu Nürnberg Marktrechte für Osterburken. Ulrich IV. von Hanau verkaufte das weit von seinen Kernlanden entfernt gelegene Osterburken 1376 an Erzbischof Ludwig von Mainz. Im Rahmen der Mainzer Stiftsfehde wurde Osterburken 1463 vergeblich belagert. Seit dem 16. Jahrhundert wurde der Ort Osterburken (das östliche Burken) genannt zur Unterscheidung von Neckarburken (Burken am Neckar). Im Markgräflerkrieg von 1552 wurde das Zisterzienserinnenkloster verwüstet. Gegen Ende des Dreißigjährigen Krieges wurde auch Osterburken Kriegsschauplatz, die Pest brach aus.
Im Rahmen des Reichsdeputationshauptschlusses wurde Osterburken Bestandteil und Amtssitz des Fürstentums Leiningen. Nach dessen Auflösung durch die Rheinbundakte drei Jahre später, fiel die Stadt an das Großherzogtum Baden. Zunächst war Osterburken auch dort Sitz eines Amtes, das jedoch 1828 nach Adelsheim verlegt wurde. Osterburken war fortan Teil des Amtes Adelsheim. Während der Märzrevolution 1848 gab es auch in Osterburken revolutionäre Unruhen mit Brandschatzung des Fürstlich-Leiningschen Hofgutes Marienhöhe.
1866 wurde Osterburken an die Bahnlinie Mannheim-Würzburg und 1868 an Stuttgart-Würzburg angeschlossen.

### 20. Jahrhundert
Im Jahr 1909 bekam der Ort eine öffentliche Wasserversorgung und 1923 ein Elektrizitätsnetz.
Ende März 1945 wurde ein „Evakuierungs“-Zug mit KZ-Häftlingen aus dem KZ Neckarelz drei Tage lang vor dem Ort abgestellt. Dabei starben neun Personen, die in einem Sammelgrab auf dem jetzigen alten Friedhof begraben wurden; ein Gedenkstein befindet sich dort.

### Eingemeindungen
- 1. Januar 1971: Hemsbach[8]
- 1. Januar 1974: Bofsheim[9]
- 1. Januar 1975: Schlierstadt[9]

St. Nepomuk im Stadtgarten

## Religionen
Die Stadtteile Osterburken, Hemsbach und Schlierstadt sind als ehemals Kurmainzer Gebiet überwiegend römisch-katholisch. Die Teilorte Osterburken und Schlierstadt bilden jeweils eine eigenständige Pfarrei, der Teilort Hemsbach gehört zur katholischen Pfarrei der Nachbargemeinde Adelsheim. Alle diese Pfarreien bilden heute mit weiteren Pfarreien der Gemeinden Rosenberg und Seckach eine Seelsorgeeinheit mit gemeinsamen Pfarrer, Verwaltung und Kirchenvermögen.
Der Ortsteil Bofsheim ist traditionell evangelisch. Daneben besteht auch im Ortsteil Osterburken heute eine evangelische Kirchengemeinde, die durch Zuzug der letzten Jahrzehnte eine ähnliche Größe wie die katholische Gemeinde erreicht hat.

## Politik

### Gemeinderat
Der Gemeinderat hat normalerweise 16 ehrenamtliche Mitglieder, die für fünf Jahre gewählt werden. Diese Zahl kann sich durch Ausgleichssitze erhöhen. Hinzu kommt der Bürgermeister als stimmberechtigter Gemeinderatsvorsitzender.
Dabei garantiert die Unechte Teilortswahl den Ortsteilen eine festgelegte Anzahl von Sitzen: Aus dem Hauptort Osterburken kommen mindestens zwölf, aus Schlierstadt mindestens zwei Räte, aus Bofsheim und Hemsbach jeweils mindestens ein Gemeinderat.
Die Kommunalwahl 2019 führte zu folgendem Ergebnis (in Klammern: Unterschied zu 2014):
| Gemeinderat 2019               | Gemeinderat 2019 | Gemeinderat 2019 | Gemeinderat 2019 | Gemeinderat 2019 |
| Partei / Liste                 | Stimmenanteil    | Sitze            |                  |                  |
| ------------------------------ | ---------------- | ---------------- | ---------------- | ---------------- |
| FWV                            | 46,8 % (+6,8)    | 8 (+1)           |                  |                  |
| CDU                            | 32,4 % (−7,2)    | 5 (−1)           |                  |                  |
| SPD                            | 20,8 % (+0,4)    | 3 (±0)           |                  |                  |
| Wahlbeteiligung: 51,6 % (+7,9) |                  |                  |                  |                  |

Zur Gemeinderatswahl am 9. Juni 2024 traten folgende Listen an, deren Ergebnisse hier wiedergegeben werden:
| Gemeinderatswahl 2024                            | Gemeinderatswahl 2024 | Gemeinderatswahl 2024 |
| ------------------------------------------------ | --------------------- | --------------------- |
| Liste                                            | Stimmenanteil         | Sitze                 |
| Bürgerliste Osterburken 1                        | 27,7 %                | 5                     |
| Bürgerliste Osterburken 2                        | 30,7 %                | 5                     |
| Junge Köpfe für Osterburken und seine Stadtteile | 41,6 %                | 7                     |
| Wahlbeteiligung: 56,39 %                         |                       |                       |

### Bürgermeister
Im Dezember 2005 wurde Jürgen Galm (CDU) zum neuen Bürgermeister gewählt. Im Dezember 2013 wurde er mit 97,96 % der Stimmen für eine zweite Amtszeit bestätigt. Am 5. Dezember 2021 wurde er mit 58,09 % der Stimmen bei einem Gegenkandidaten für eine dritte Amtszeit wiedergewählt.

### Wappen
Blasonierung: „In Silber ein sechsspeichiges rotes Rad.“ Es handelt sich um ein Mainzer Rad.

### Städtepartnerschaft
Osterburken unterhält eine Partnerschaft mit der Stadt Hondschoote im Norden Frankreichs.

## Kultur und Sehenswürdigkeiten

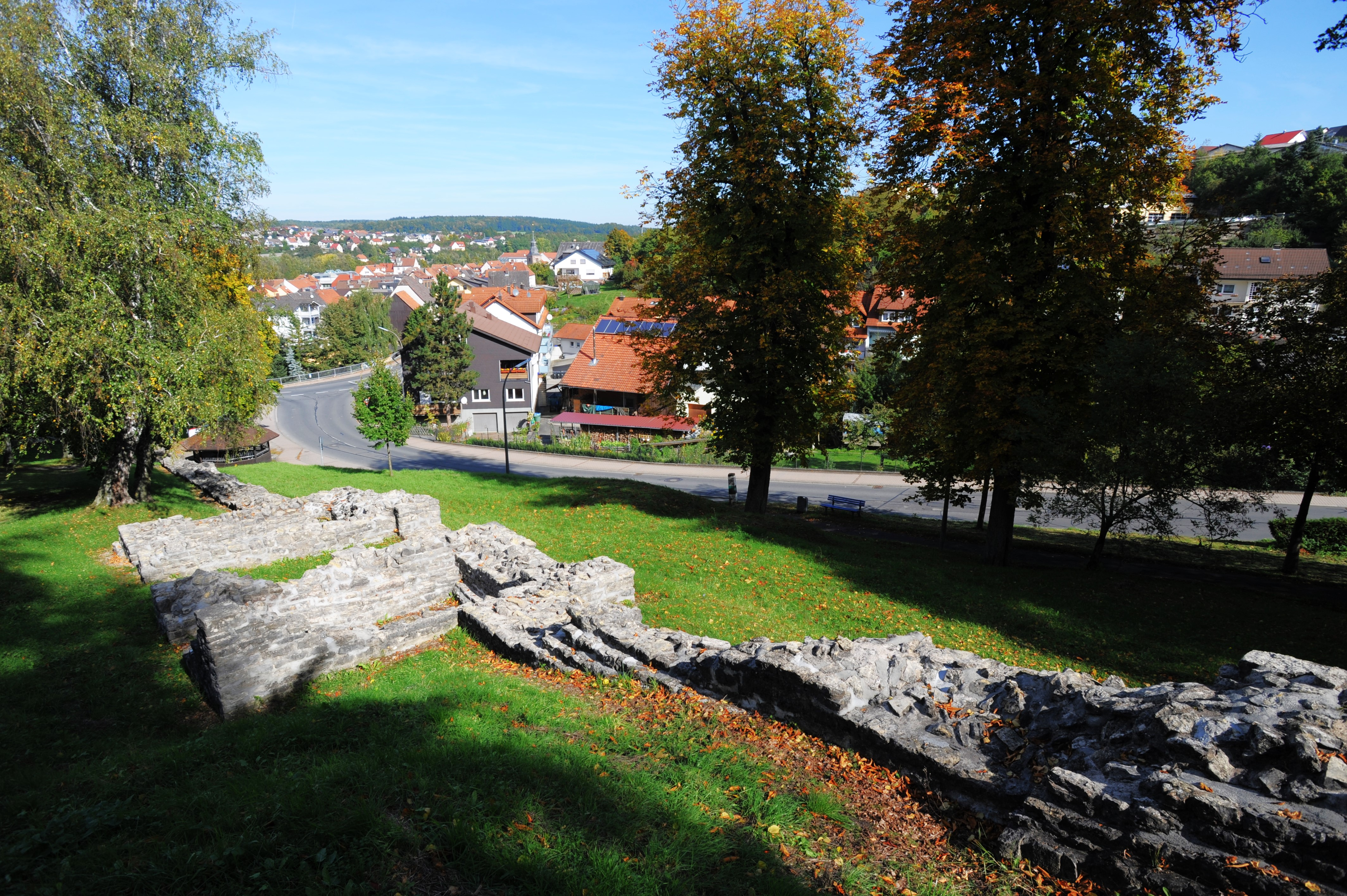
Fundamentreste des Römerkastells

### Kastell und Römermuseum

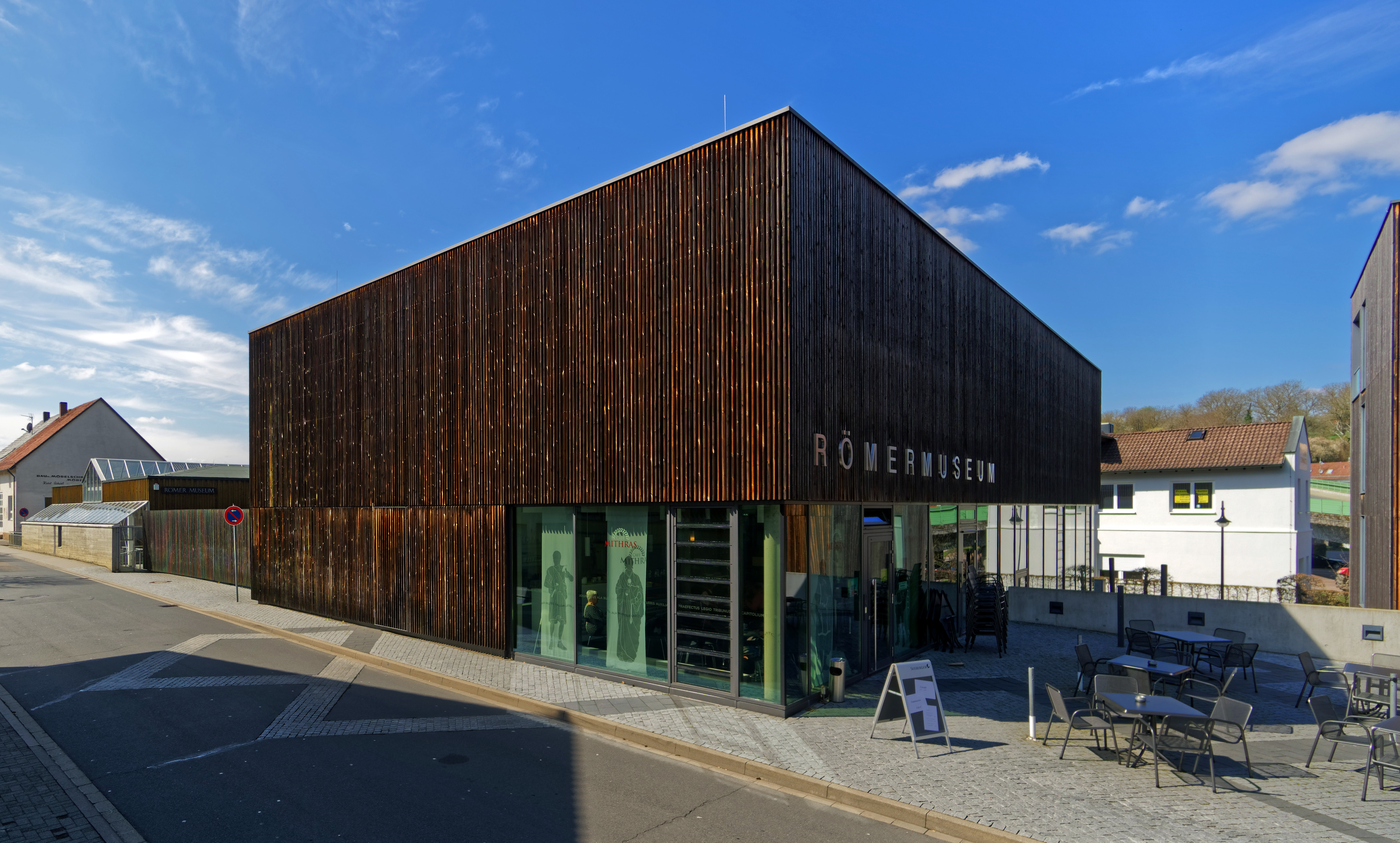
Römermuseum Osterburken

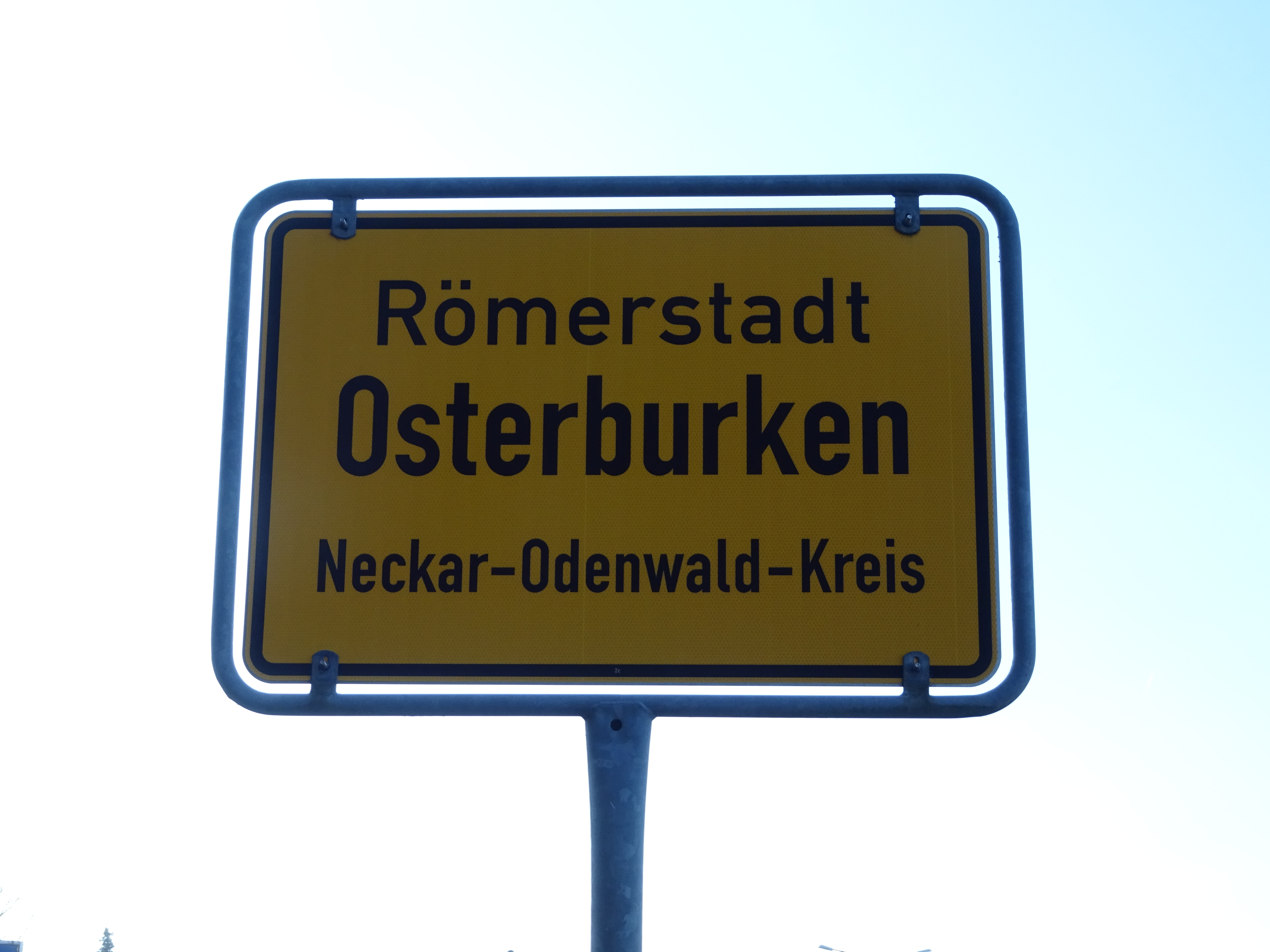
Ortsschild "Römerstadt" Osterburken

Bei Osterburken befindet sich die archäologische Ausgrabungszone um das ehemalige römische Kastell Osterburken, das Bestandteil des 2005 zum UNESCO-Weltkulturerbe erhobenen Obergermanisch-Raetischen Limes ist. Das Kohortenkastell nebst Annexkastell, Badegebäuden und Weihebezirk ist einer der ergiebigsten provinzialrömischen Fundplätze Südwestdeutschlands.
Das Kastellbad wurde nach seiner Freilegung in ein Museum integriert. Dort befindet sich auch die Kopie des bedeutendsten archäologischen Fundes aus Osterburken, eines Mithrasreliefs, das die mythologische Tötung des Urstieres durch den Gott Mithras darstellt. Das Original ist heute im Besitz des Badischen Landesmuseums Karlsruhe.
Das Römermuseum Osterburken wurde nach Umbau und Erweiterung 2006 als überregionales Limes-Informationszentrum wiedereröffnet. Es ist ein Zweigmuseum des Archäologischen Landesmuseums Baden-Württemberg.

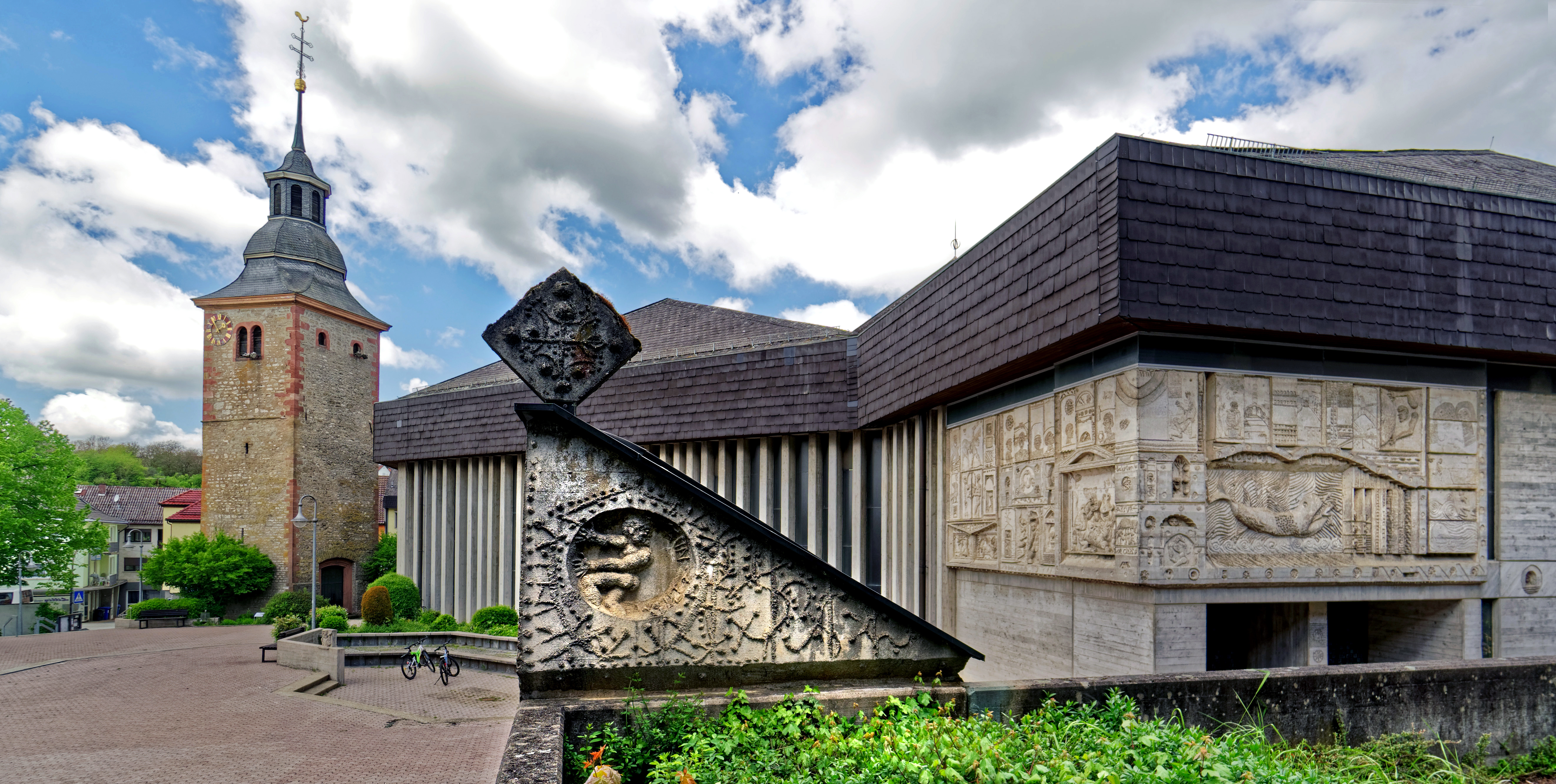
Kilianskirche

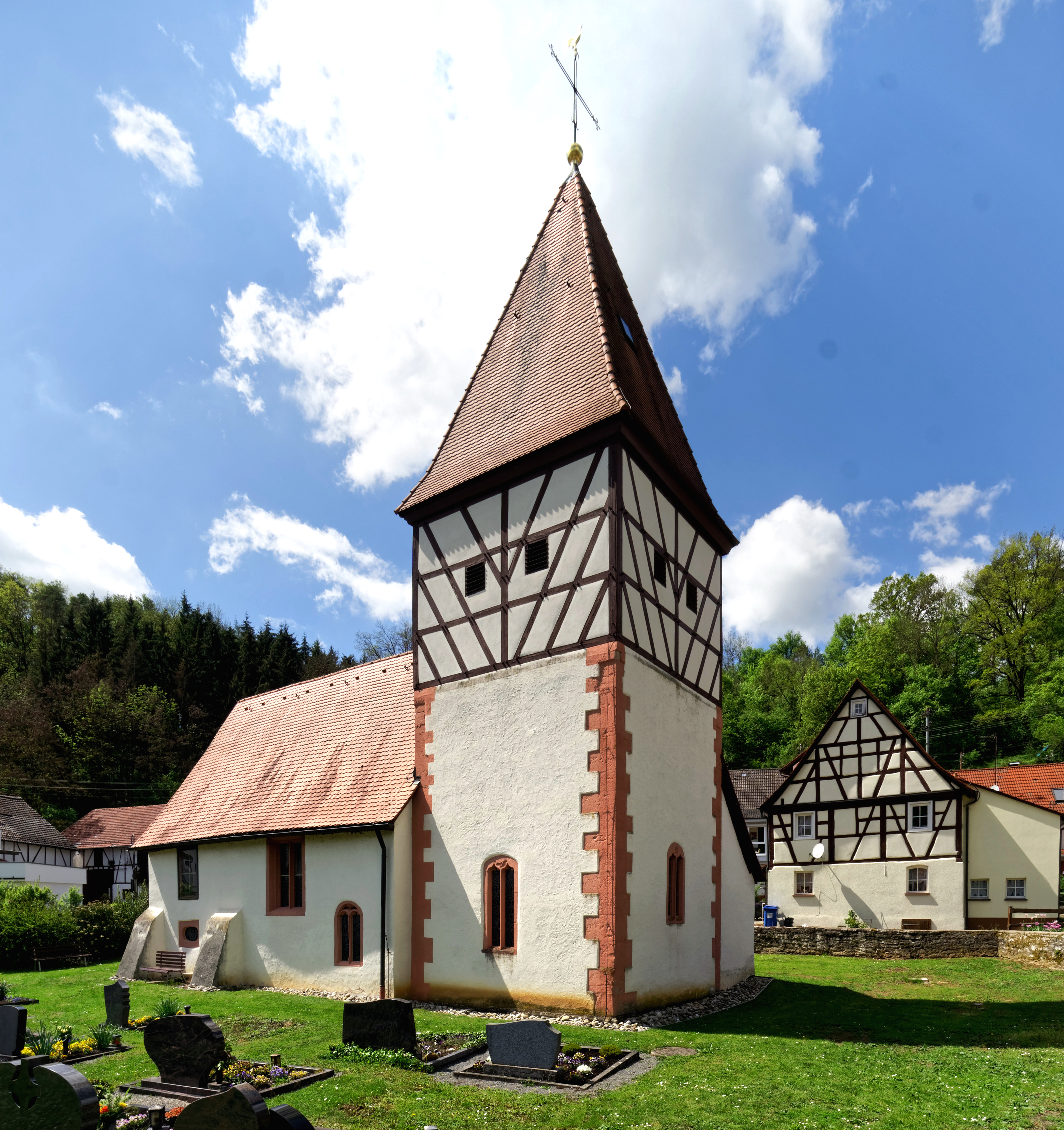
St.-Mauritius-Kirche in Hemsbach

Südlich von Osterburken steht am Standort des früheren Wachturms WP 08/32 Förstlein ein 1:1 Nachbau, der besichtigt und als Aussichtsturm bestiegen werden kann.

### Histotainmentpark Adventon auf Marienhöhe
Auf dem ehemaligen Hofgut Marienhöhe des Fürsten zu Leiningen entsteht seit 2004 der Histotainmentpark Adventon. Hier wird mit den Mitteln der experimentellen Archäologie auf über 40 Hektar ein historischer Park errichtet.

### Theater
Die Badische Landesbühne gibt in der Baulandhalle regelmäßige Gastspiele.

### Bauwerke
In der Ortsmitte von Osterburken befindet sich die katholische Kilianskirche. Der freistehende historische Glockenturm stammt noch von einem Vorgängerbauwerk, das Kirchengebäude wurde 1970 bis 1974 als vielfach gegliederter Betonbau mit zahlreichen Reliefplastiken von Emil Wachter neu errichtet. Unweit der Kirche bildet der historische Stadtturm mit einem Sockel aus dem 15. Jahrhundert eine weitere Landmarke des Ortes. Sonstige historische Gebäude in Osterburken sind die oktogonale Kilianskapelle, die 1748 auf dem Gelände des damaligen Armenfriedhofs errichtet wurde, nebenan der 1956 zum 600. Stadtjubiläum aus dem Brunnenviertel versetzte Städtlebrunnen aus dem Jahre 1601 sowie unweit davon die seit dem Mittelalter bezeugte Stadtmühle.
Auf der Gemarkung Schlierstadt befindet sich das ehem. Zisterzienserinnenkloster „Seligental“ (1236–1568). Die Klosteranlage ist auf dem heute landwirtschaftlich genutzten Hof nur noch teilweise erhalten. Einige Grabsteine von Äbtissinnen und Nonnen finden sich an der Außenseite der Kirche St. Gangolf in Schlierstadt.
Zu den bedeutenden Bauwerken in der Gesamtgemeinde Osterburken zählt auch die Mauritiuskirche im Ortsteil Hemsbach, die bereits 1281 erstmals urkundlich erwähnt wurde und bis ins 19. Jahrhundert Ziel von Wallfahrten war.

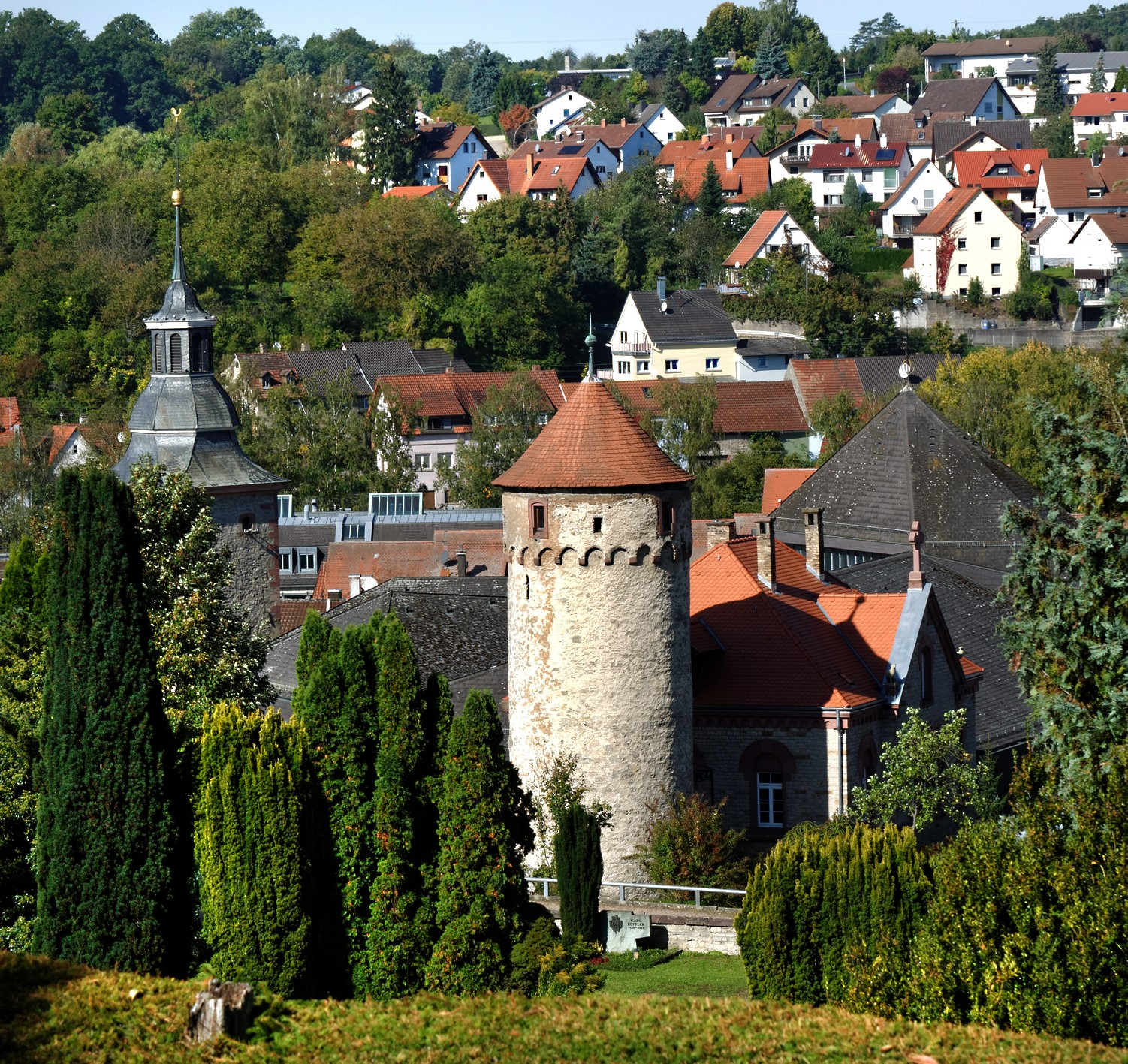
Stadtturm
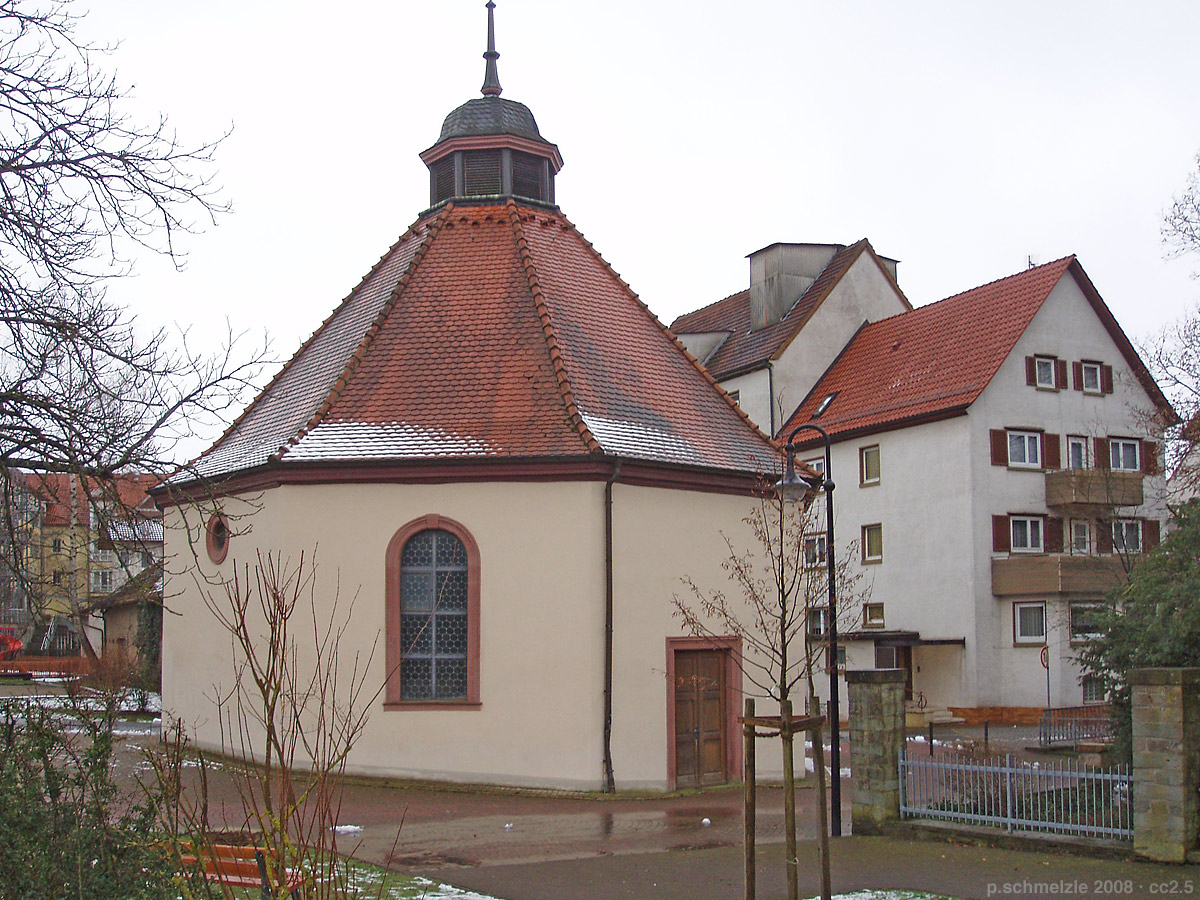
Kilianskapelle
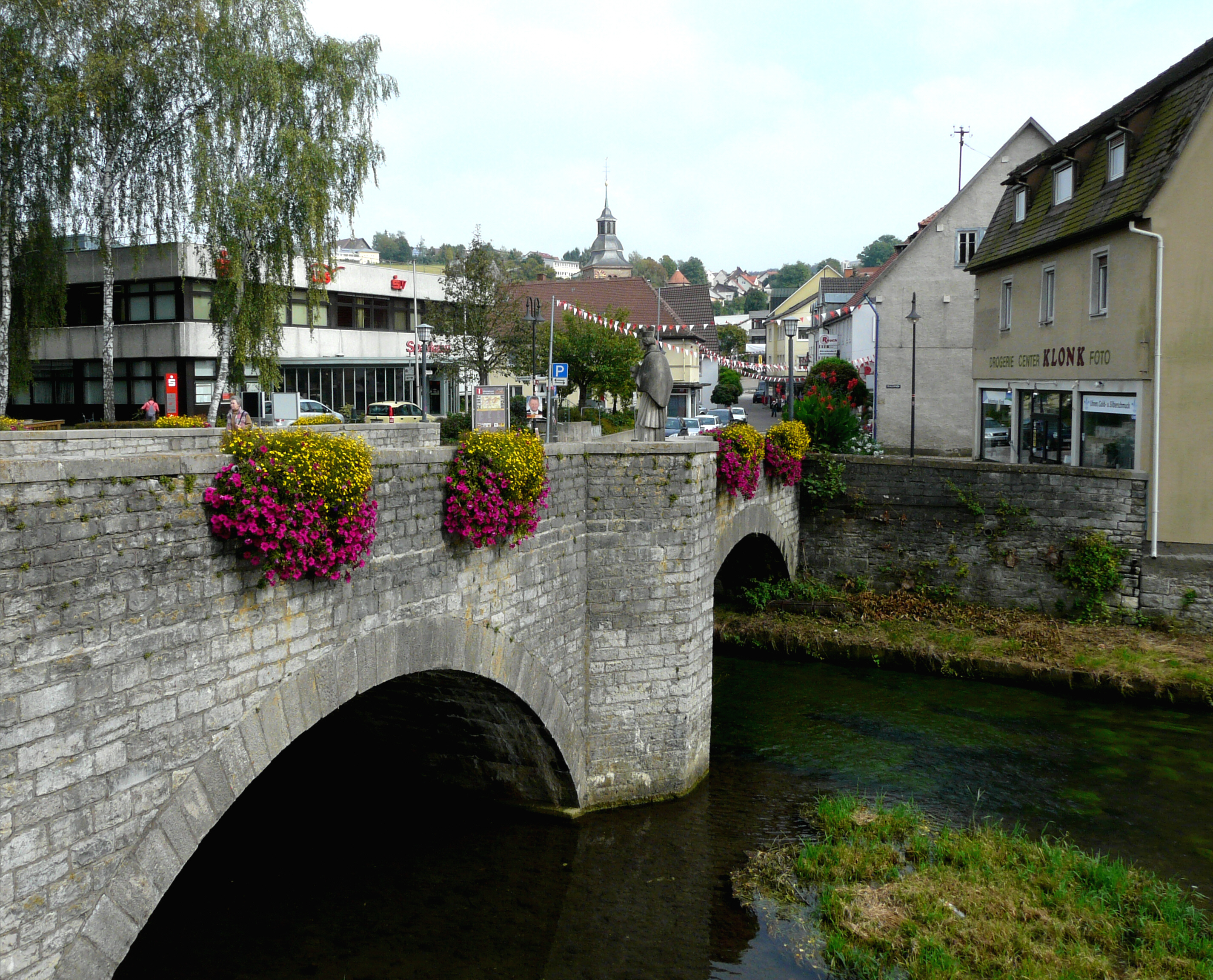
Kirnau-Brücke mit Blick aufs Stadtzentrum

### Sport
In der Saison 1977/78 konnte der SV Osterburken die Meisterschaft in der Fußball-Landesliga Odenwald gewinnen.

## Wirtschaft und Infrastruktur

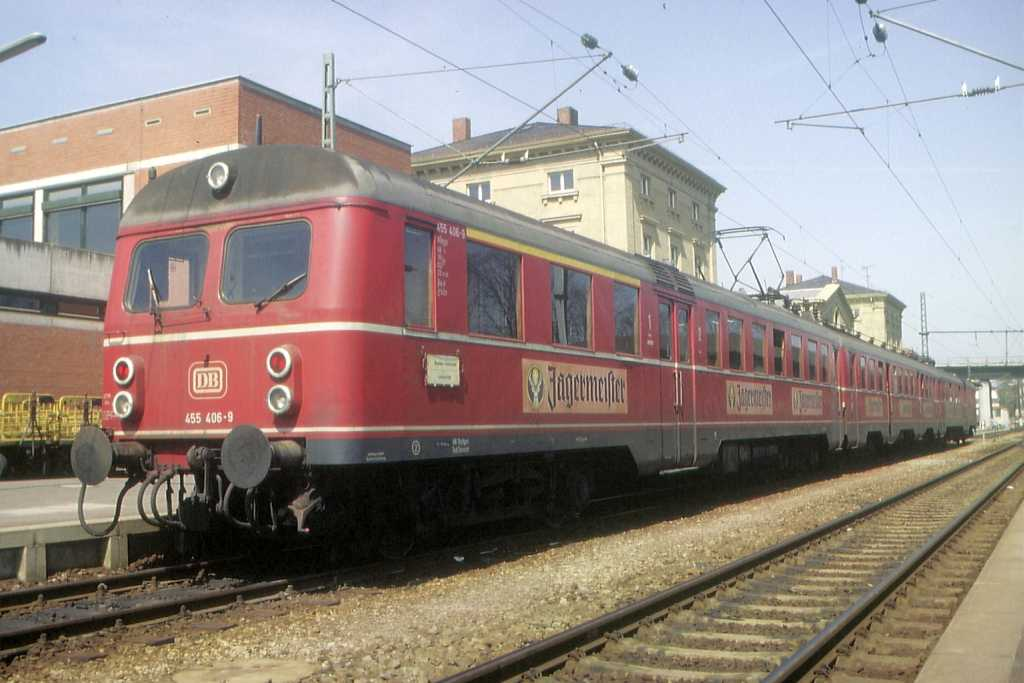
Zug im Bahnhof Osterburken (April 1984)

### Verkehr

#### Öffentlicher Verkehr
Der Bahnhof Osterburken ist ein Eisenbahnknotenpunkt, dessen Bedeutung in den vergangenen Jahren wieder zugenommen hat. Die Frankenbahn Stuttgart–Würzburg und die Bahnstrecke Neckarelz–Osterburken, ein Teil der Badischen Odenwaldbahn, stoßen hier aufeinander. Auf letzterer Strecke ist die Stadt Endstation der stündlich verkehrenden Linie S1 der S-Bahn Rhein-Neckar mit durchgehender Anbindung an Mannheim, Heidelberg und weiter über Kaiserslautern bis ins Saarland. Nach Würzburg und Stuttgart besteht mit Regional-Express-Zügen inzwischen wieder täglich ein Stundentakt, der durch ebenfalls stündlich verkehrende Regionalbahnen mit Ziel Tübingen, und werktags in die Gegenrichtung bis nach Würzburg verdichtet wird.

#### Fernstraßen
Osterburken ist über die gleichnamige Autobahnanschlussstelle an der A 81 Stuttgart–Heilbronn–Würzburg (4 km, Gemarkung Stadt Ravenstein) gut zu erreichen. Außerdem führt die B 292 Bad Schönborn–Mosbach–Adelsheim–Königshofen am Ort vorbei.

#### Radverkehr
Durch eine Alltagsroute aus dem Radnetz Baden-Württemberg ist Osterburken 
- über Rosenberg und Boxberg mit Lauda-Königshofen und
- über Adelsheim 
  - über Unterschefflenz mit Mosbach,
  - über Seckach mit Buchen und
  - über Roigheim mit Möckmühl verbunden.

Durch das Stadtgebiet verläuft der Deutsche Limes-Radweg. Er führt von Bad Hönningen durch Westerwald, Taunus und Odenwald zum 818 Kilometer entfernten Regensburg und orientiert sich dabei am historischen Verlauf des Obergermanisch-Raetischen Limes. Weiterhin ist Osterburken Start- bzw. Endpunkt des Fernradweges Kurpfalzachse nach Lambrecht (Pfalz).
Dieser Radweg verläuft etwa 220 km in Ost-West-Richtung durch die Metropolregion Rhein-Neckar.
Die Stadt Osterburken ist Teil des Skulpturenradwegs.

#### Wanderweg
Als Teilabschnitt des Deutschen Limes-Wanderwegs verläuft der Limes-Wanderweg des Schwäbischen Albvereins durch Osterburken. Von Miltenberg bis Osterburken wird dieser Weg als Östlicher Limesweg vom Odenwaldklub betreut.

### Ansässige Unternehmen
Bedeutendster Arbeitgeber ist die AZO GmbH + Co. KG, eine Maschinenfabrik für die Branchen Nahrung, Pharma, Chemie und Kunststoff.
Die Volksbank Kirnau und die Sparkasse Neckartal-Odenwald haben in Osterburken jeweils eine Hauptstelle.
Darüber hinaus haben sich weitere Firmen im „Regionalen Industriepark Osterburken“ unweit der A 81 angesiedelt.
Dazu gehören unter anderem der Fruchtsafthersteller Erwin Dietz GmbH (Marke: Dietz Fruchtsäfte), sowie die Claas Württemberg GmbH, ein Händler von landwirtschaftlichen Traktoren und Maschinen.
Das Sport- und Abenteuerzentrum für Fallschirmspringen und Tauchen Southsidebase GmbH befindet sich im Ortsteil Schlierstadt auf einem der ältesten Sprungplätze Deutschlands.

### Bildungseinrichtungen
In Osterburken gibt es ein Gymnasium in Trägerschaft des Neckar-Odenwald-Kreises, eine Realschule und eine Grund- und Gemeinschaftsschule (Schule am Limes). Alle sind als Ganztagsschulen ausgebaut. Daneben besteht mit der Astrid-Lindgren-Schule ein Sonderpädagogisches Bildungs- und Beratungszentrum mit Förderschwerpunkt Lernen. Daneben gibt es drei römisch-katholische und zwei evangelische Kindergärten.

## Persönlichkeiten

### Ehrenbürger
- Schwester Amalberga (Krankenschwester), verstorben 11. Februar 2013
- Adolf Zimmermann (Unternehmer), verstorben 15. März 2013
- Klemens Brümmer (Bürgermeister 1963–1991), verstorben 20. März 2007
- Ernst Robert Ellwanger (Bauunternehmer), verstorben 15. Februar 1982

### Söhne und Töchter der Stadt
- Georg Zingel (1428–1508), geboren im Stadtteil Schlierstadt, katholischer Theologe
- Johann Nepomuk Schäfer (1751–1796), römisch-katholischer Geistlicher, Theologe und Hochschullehrer
- Wilhelm Eichhorn (1846–1923), geboren in Bofsheim, evangelisch-lutherischer Pfarrer, Rektor der Diakonie Neuendettelsau
- August Becker (1879–1953), Physiker und Hochschullehrer
- Leopold Nenninger (1880–1970), Orgelbauer
- Harald S. Müller (* 1951), Bauingenieur
- Uli Mayer-Johanssen (* 1958), Designerin
- Gerd Häfner (* 1960), römisch-katholischer Theologe
- Margaret Horb (* 1967), Politikerin (CDU), MdB